# Ortás
Ortás (szlovákul: Ortáše) Lapispatak településrésze Szlovákiában, a Kassai kerület Kassa-vidéki járásában.

## Fekvése
Lapispatak központjától 3 km-re, északkeletre fekszik.

## Története
Területén eredetileg erdők, legelők és kőbányák voltak. Az itt kitermelt követ főként házak építéséhez használták fel.
A település 1907-ben keletkezett, első lakói a lengyelországi Molodič faluból érkezett telepesek voltak. Első birtokosai a Havrilec, Pilčák, Hubač, Piskor, Tysz, Vološin, Koloda és Rokuš családok voltak. Később közülük többen Lengyelországba és Ukrajnába települtek.
A trianoni diktátumig Sáros vármegye Lemesi járásához tartozott.
1945-ben fa harangláb épült a településen. 1949-ben a telefont, 1959-ben az áramot vezették be. 1955-ben megépült az első kultúrház. Az autóbusz-közlekedés 1960-ban indult meg. Mai kultúrháza 1979-ben épült.

## Nevezetességei
- Keresztelő Szent János tiszteletére szentelt, római katolikus temploma 1991-ben épült.

## Külső hivatkozások
- Ortás Szlovákia térképén

## Lásd még
- Lapispatak